# Франкавила Анджитола
Франкавѝла Анджѝтола (на италиански: Francavilla Angitola) е село и община в Южна Италия, провинция Вибо Валентия, регион Калабрия. Разположено е на 290 m надморска височина. Населението на общината е 1976 души (към 2012 г.).